# Back from the Grave (album 1983)
Back from the Grave è il primo album della omonima collana di album discografici pubblicata dalla Crypt Records dal 1983. L'album contiene una selezione di brani di genere garage rock degli anni sessanta. Venne successivamente ristampato nel 1985 e nel 1986 come "Back from the Grave Volume One" con un diverso ordine di tracce.

## Tracce
Lato A
1. The One Way Street – We All Love Peanut Butter – 2:45 (Rick Yarnell) – 1967
2. The Alarm Clocks – Yeah – 2:45 (Mike Pierce) – 1966
3. The Alarm Clocks – No Reason to Complain – 2:05 (Mike Pierce) – 1966
4. The Fabs – That's the Bag I'm in – 2:22 (Fred Neil) – 1966
5. The Jujus – Do You Understand Me – 2:31 (Bill Gorski, Rick Stevens) – 1966
6. The Malibus – Cry – 2:13 (Jack Henehan) – 1966
7. The Legends – I'll Come Again – 2:05 (Ray Vasquez, Scott Hamberg) – 1967
8. The Bel-Aires – Ya Ha Be Be – 2:40 (Michael J. Howard) – 1967

Lato B
1. Larry & Blue Notes – Night of the Phantom – 2:01 (Larry Roquemore, Larry Slater) – 1965
2. The Rats – Rats Revenge – 3:05 (Mike Dologusin, Neil McCleary, Prewitt Rose) – 1965
3. The Rats – Rat's Revenge Part 2 – 2:30 (Mike Dologusin, Neil McCleary, Prewitt Rose) – 1965
4. The One Way Street – Jack the Ripper – 2:18 (Allen Dikun) – 1967
5. The Swamp Rats – Psycho – 2:40 (Gerry Roslie) – 1967, cover dei The Sonics
6. The Cords – Ghost Power – 3:00 (Jim Bertler) – 1970
7. The Elite – My Confusion – 2:09 (Roger Brownlee) – 1966